# Ur (runa)
| Nombre            | Protonórdico    | Anglosajón   | Anglosajón | Nórdico antiguo             | Nórdico antiguo             |
| Nombre            | *Ûruz/Ûram      | Ur           | Yr         | Úr                          | Úr                          |
| Nombre            | «uro» / «agua»  | «uro»        | ?          | «escoria»/«lluvia»          | «escoria»/«lluvia»          |
| Forma             | Futhark antiguo | Futhorc      | Futhorc    | Futhark joven               | Futhark joven               |
| Forma             |                 |              |            |                             |                             |
| Unicode           | ᚢ U+16A2        | ᚢ U+16A2     | ᚣ U+16A3   | ᚢ U+16A2                    |                             |
| Transliteración   | u               | u            | y          | u                           |                             |
| Transcripción     | u               | u            | y          | u, y, o, v / w              | u, y, o, v / w              |
| Sonido AFI        | [u(ː)]          | [u(ː)]       | [y(ː)]     | [u(ː)], [y(ː)], [ɔ(ː)], [w] | [u(ː)], [y(ː)], [ɔ(ː)], [w] |
| Puesto alfabético | 2               | 2            | 27         | 2                           | 2                           |
| Ætt               | Ætt de Freyr    | Ætt de Freyr | Ætt de ác  | Ætt de Freyr                | Ætt de Freyr                |

Ur es el nombre en nórdico antiguo de la runa que representaba originalmente a la «u». El nombre protonórdico de esta letra en futhark antiguo (ᚢ) no ha quedado registrado, pero se ha reconstruido lingüísticamente como *ūruz, con el significado de «uro» (toro salvaje), o  bien *ûram (agua). 
Probablemente el símbolo deriva de la letra del alfabeto rético equivalente a la «u» que tiene forma y valor similares. El nombre de la letra del alfabeto gótico equivalente es urus.

## Poemas rúnicos y significados
El nombre de la runa aparece en los tres poemas rúnicos y en todos es llamada «ur», aunque con diferentes significados:
| Poema rúnico:                                                                                                 | Traducción: |
| Noruego antiguo Úr er af illu jarne; opt løypr ræinn á hjarne.                                                | La escoria proviene del hierro malo; el corzo suele correr sobre la nieve helada.                                                                              |
| Islandés antiguo Úr er skýja grátr ok skára þverrir ok hirðis hatr. umbre vísi                                | La lluvia es el lamento de las nubes y la ruina de la cosecha de heno y una abominación para los pastores.                                                     |
| Anglosajón Ur byþ anmod ond oferhyrned, felafrecne deor, feohteþ mid hornum mære morstapa; þæt is modig wuht. | El uro está orgulloso de sus grandes cuernos; es una bestia muy salvaje, que lucha con sus cuernos; un gran guardián de los páramos, es una criatura vigorosa. |

La palabra islandesa para «lluvia» y la anglosajona para «uro» provienen de dos palabras protonórdicas diferentes, ûruz y ûram (aunque posiblemente de la misma raíz). El origen del significado noruego de «escoria» es más oscuro, quizá algún término de la Edad del Hierro derivado de la palabra agua (en el Kalevala hay una comparación del hierro con la leche).
Debido a todo esto la reconstrucción lingüística del nombre protonórdico para la runa del futhark antiguo resulta incierta. Quizá fuera ûruz (uro) o ûram (agua). El uro es preferido por los autores modernos de sistemas de divinización rúnica, pero ambos pueden ser posibles. Si comparamos el nombre con el de otras runas, agua sería del mismo tipo que significados como granizo o lago y uro a caballo o alce (aunque este último también sería dudoso). El alfabeto gótico parece apoyar la hipótesis del uro, ya que el nombre de la letra  u (𐌿) es urus que significa eso.

## Futhorc
En el alfabeto anglosajón se introdujeron cinco runas adicionales para representar los sonidos de las vocales largas y los diptongos. Una de ellas es una variación de ur, la runa yr, (), para representar el sonido [y(ː)], además de la propia ur que siguió transcribiendo al sonido [u(ː)].